# 圣马丁驻军教堂

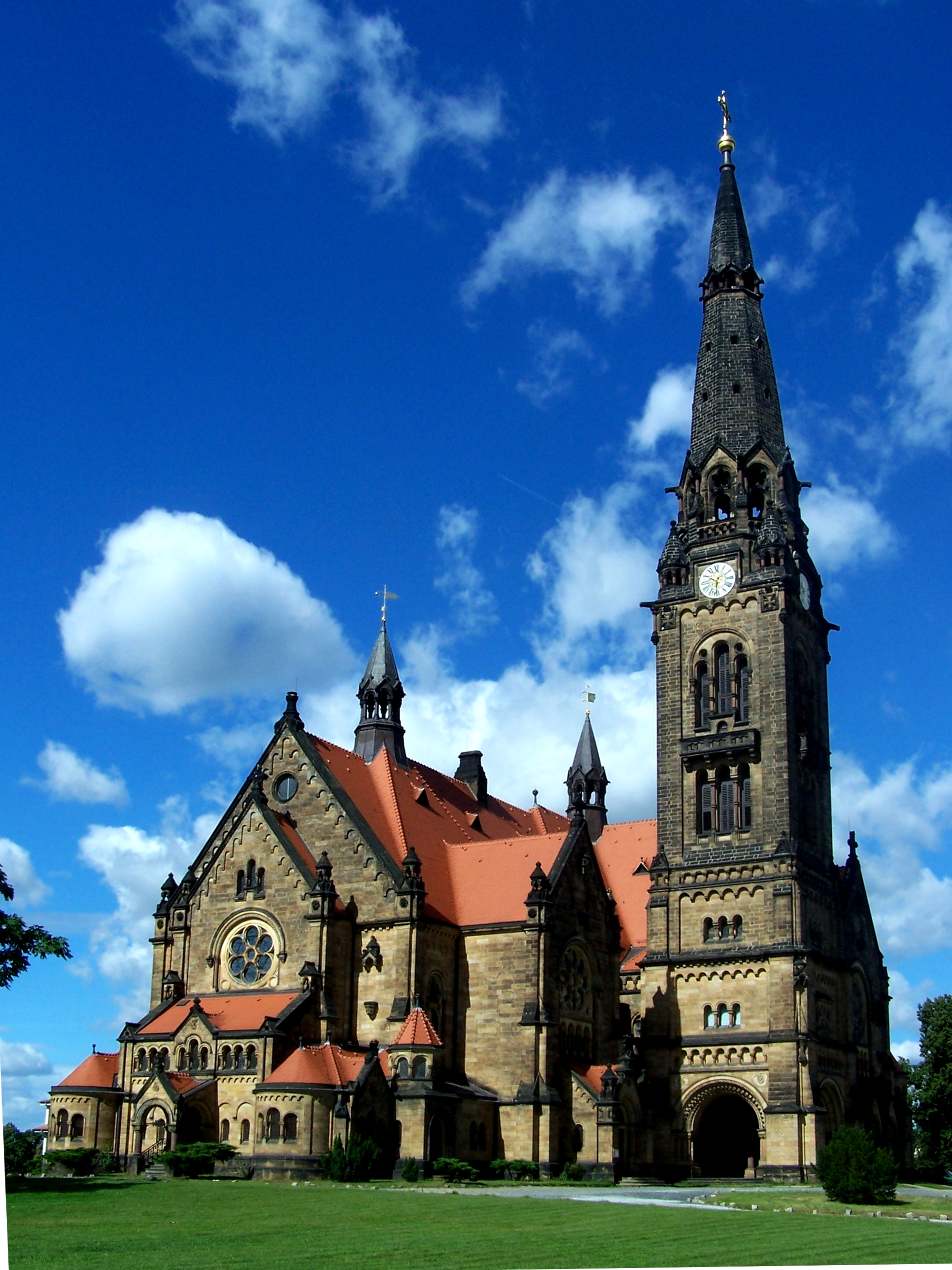
东面

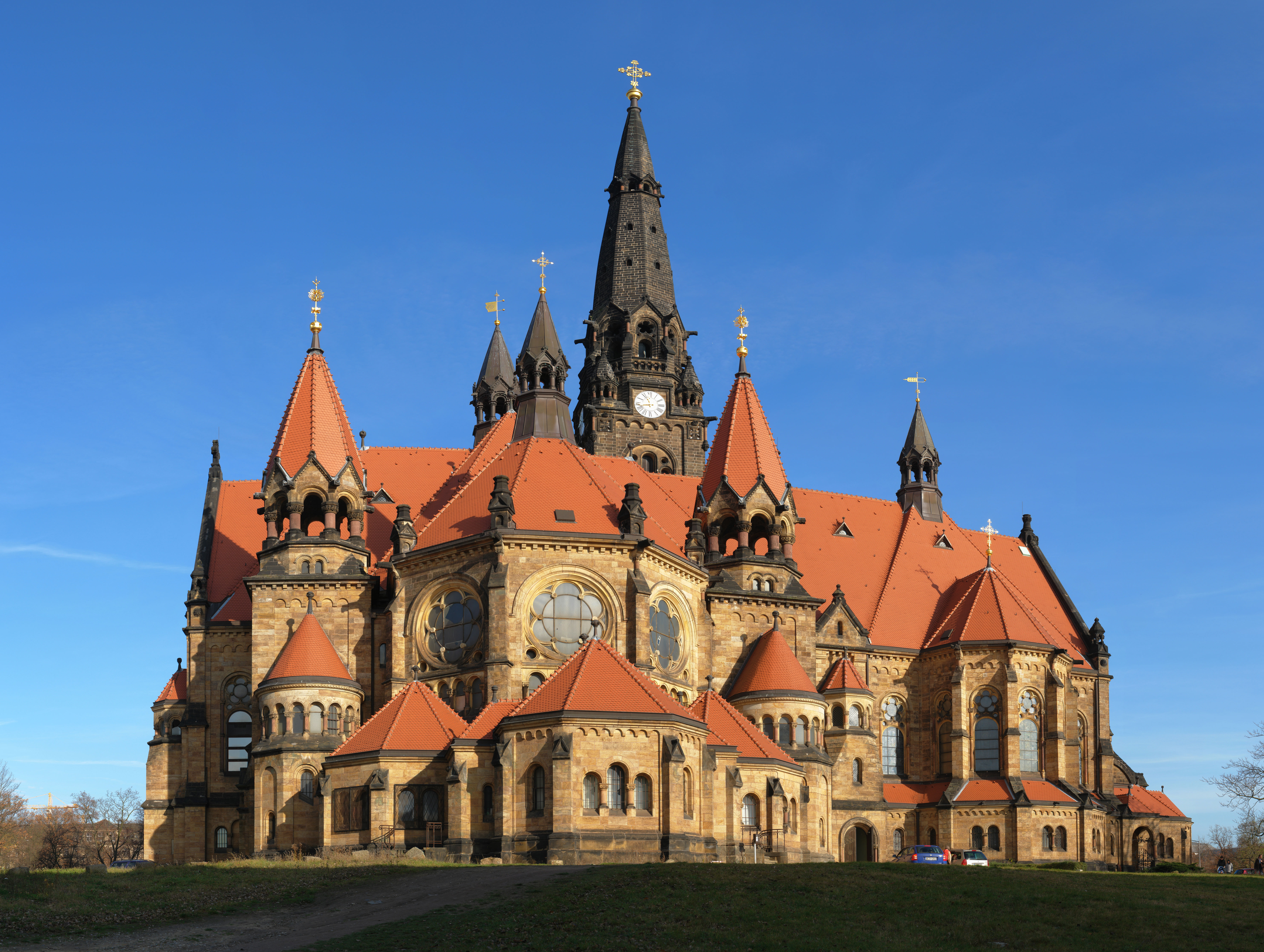
南面

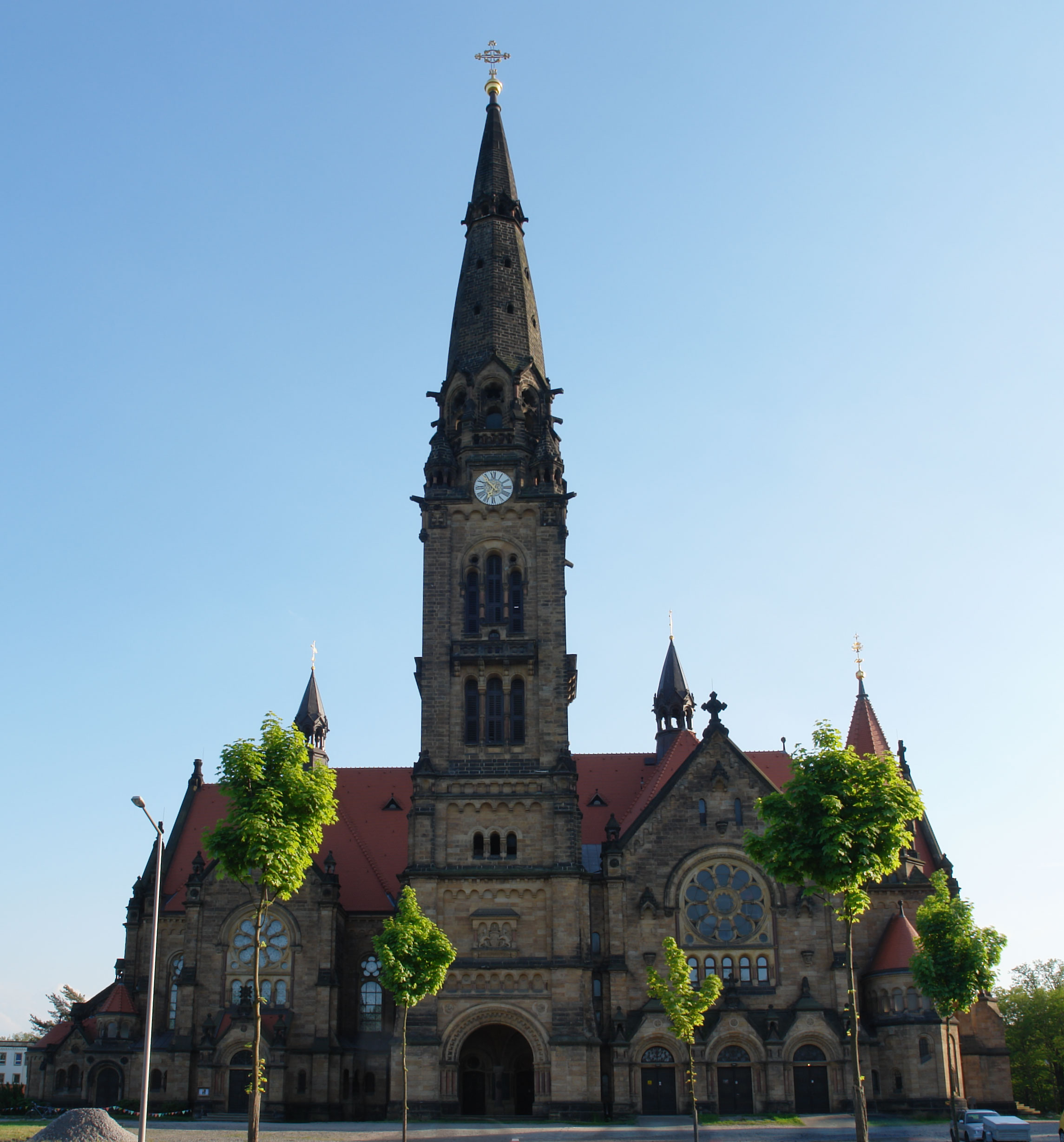
北面：左右两边分属天主教和新教，中间是钟楼

圣马丁驻军教堂（Garnisonkirche St. Martin）是德累斯顿的阿尔贝城的一座驻军教堂，位于一片军营建筑群的中心。此教堂按建筑师罗索(Lossow)和费维格(Viehweger)的设计，为当时在阿尔贝特城的驻军而建，成于1895到1900年间。这是一座双重教堂（Doppelkirche）。它包括新教和天主教两个部分，1945年以后只有天主教部分仍在使用，现在是德累斯顿新城圣方济各沙勿略牧区；新教部分因沦为森柏歌剧院（die Semperoper）的服装仓库而失去其宗教用途，亦不供参观。自从1900年10月28日教堂落成，天主教厅的礼拜者就源源不断。第二次世界大战结束前她一直被用作驻军教堂；1945年6月起，她成为圣•弗朗西斯科•塞维尔（圣方济各沙勿略）（St. Franziskus Xaverius）牧区教堂（之前该牧区的牧区教堂位于阿尔贝广场（Albertplatz），毁于1945年的大轰炸），直至今日。近年来附近的军官学校的士兵也来参与礼拜和宗教服务。

## 内部结构
前方中央是一个圣坛（Hochaltar）（新罗马式教堂的核心结构），上面的马赛克画述说着耶稣乃救世主。圣坛前方有是诵经台（Ambo）和祭台（Zelebrationsaltar），其支撑部分则分别是象征着基督的阿尔法A和欧米伽Ω。
后殿（Apsis）上方的彩色玻璃小圆窗尤为奇美，它们描绘着圣伊丽莎白公主、圣嘉禄•鲍荣茂主教、阿尔贝特国王、乔治骑士和玛蒂尔达女王。在大玻璃窗上画着圣母玛利亚像和教堂的守护者圣•马丁的割袍像。东南侧是拼嵌有创世图案的玫瑰窗（Schöpfungsfenster），下面的马赛克装饰画是大天使米迦勒。教堂后方的管风琴是耶穆里希三兄弟于1900年所造，分列于其左右玻璃窗上的是殉道者圣•莫里斯和圣•维克多。
两侧回廊下面有15幅现代风格的耶稣受难图，及1幅老卢卡斯•克拉纳赫（Lucas Cranach der Ältere）的朝圣画圣母之佑的摹本。中殿（Mittelschiff）和两侧的祈祷室（Seitenkapellen）里各有美轮美奂的彩绘，它们在2005至2007年的修复工程耗资巨大。祈祷室的老吊灯（Leuchter）亦值得一观；中殿悬挂的巨型吊灯则为2006年新制。